# Millesimo
Millesimo är en ort och kommun i provinsen Savona i regionen Ligurien i Italien. Kommunen hade 3 349 invånare (2018).